# Uttarpradéš
Uttarpradéš (anglicky Uttar Pradesh, hindsky उत्तर प्रदेश, urdsky اتر پردیش‎, v překladu: Severní provincie) je nejlidnatější a rozlohou pátý největší svazový stát Indie. Hlavním městem Uttarpradéše je Lakhnaú, největším městem a zároveň nejvýznamnější průmyslovým a finančním centrem je pak Kánpur.

## Geografie
Uttarpradéš pokrývá značnou část velmi úrodné a hustě osídlené Ganžské nížiny. Sousedí s Nepálem a dalšími indickými státy: Uttarákhandem, Bihárem, Himáčalpradéší, Harijánou, Rádžasthánem, Madhjapradéší, Čhattísgarhem, Džhárkhandem a s hlavním městem Dillí. Nachází se zde také turisticky nejnavštěvovanější místo v Indii, Ágra s Tádž Mahalem a červenou Pevností. Nejvyšší státní soud se nachází v Iláhábádu. Mezi další důležitá města patří například duchovní centrum hinduismu, Váránasí.

## Demografie
Uttarpradéš je i navzdory odtržení Uttarákhandu v roce 2000 nejlidnatější indický stát s 215 609 813 obyvateli (2015) a s rozlohou 238 566 km². Jedná se tak o nejzalidněnější nižší správní jednotku na světě; pouze čtyři země na světě, Čína, USA, Indonésie a samotná Indie, má větší počet obyvatel.
Hustota zalidnění činí 783 osob/km², čímž Uttarpradéš zaujímá čtvrté místo mezi indickými státy. Díky své význačné poloze v Indoganžské nížině se v minulosti stal sídlem kultury, náboženství a vzdělanosti a vždy zaujímal význačné postavení v politickém a kulturním životě Indie.

### Náboženství
Hinduisté dnes tvoří 81 % populace.